# Lauchhammer
Lauchhammer is een gemeente in de Duitse deelstaat Brandenburg, gelegen in de Landkreis Oberspreewald-Lausitz. De stad telt 14.070 inwoners. Naburige steden zijn onder andere Calau, Großräschen en Lübbenau.
Altdöbern ·
Bronkow ·
Calau ·
Frauendorf ·
Großkmehlen ·
Großräschen ·
Grünewald ·
Guteborn ·
Hermsdorf ·
Hohenbocka ·
Kroppen ·
Lauchhammer ·
Lindenau ·
Lübbenau ·
Luckaitztal ·
Neu-Seeland ·
Neupetershain ·
Ortrand ·
Ruhland ·
Schipkau ·
Schwarzbach ·
Schwarzheide ·
Senftenberg ·
Tettau ·
Vetschau/Spreewald